# Землетрясение в Кашмире
Землетрясение в Кашмире произошло 8 октября 2005 года в 8:50 утра по пакистанскому времени. Эпицентр располагался в управляемом Пакистаном регионе Кашмира. Землетрясение вызвано смещениями Евразийской и Индийской тектонических плит, в его результате разверзлась гигантская щель длиной 100 км, вдоль которой были разрушены практически все сооружения. По данным спутникового наблюдения, в результате землетрясения увеличилась высота некоторых из Гималайских гор в эпицентре толчков. Сила толчков составила 7,6 по шкале Рихтера, что по силе сопоставимо со знаменитым землетрясением в Сан-Франциско в 1906 году.
В регионе проходит граница между индийской и евразийской плитой, на которую первая надвигается со скоростью 8 см в год. За миллионы лет таким образом возникли Гималайские горы. Пострадавший регион расположен на расстоянии около 95 км от Исламабада. Землетрясение произошло на глубине 26 км под земной поверхностью. Подтверждённое пакистанским правительством число погибших составляет 86 тысяч человек, по неподтверждённым — до 100 тысяч человек, в Индии жертвами стали 1350 человек.
Землетрясение вызвало крупные разрушения в северо-восточном Пакистане, Афганистане и в северной Индии. Почти полностью (более 70 %) разрушена столица Азад-Кашмира город Музаффарабад, погибли 11 тысяч его жителей, разрушен жилой комплекс Margalla Towers. Многочисленные деревни, по показаниям очевидцев, были буквально стёрты с лица земли, полностью разрушен город Балакот, серьёзно пострадали Гархи Хабибулл и Равалакот. В Индии разрушено 1500 домов в Ури, более 1100 домов в штате Джамму и Кашмир, разрушен форт Моти-Махал в Кашмире, поврежден главный минарет мечети Хазратбал.
Землетрясение в Кашмире является самым тяжёлым землетрясением в Южной Азии за последние 100 лет. Всего разрушено 32 тысячи зданий. Без крова осталось 4 миллиона человек. Финансовый ущерб Пакистана составил 12 миллиардов долларов.

## Международная реакция

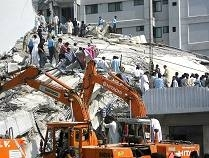
Разбор завалов разрушенного дома

Многие государства, международные и неправительственные организации предложили Пакистану помощь в форме денег, продовольствия, медицинского оборудования, палаток и одеял. Одновременно со всего мира в регион прибыли команды спасателей с поисковыми собаками и вертолётами. К 2006 году странами-членами ООН и организациями было собрано 11,6 миллиарда долларов.
Одним из наиболее активно помогающих государств оказалась Куба, выславшая 789 врачей, что превысило даже количество задействованных пакистанских врачей. Кубинские врачи прибыли в регион уже спустя пять дней после трагедии.